# اورزاله اشرف نعمت
اورزاله اشرف نعمت (انگلیسی: Orzala Ashraf Nemat؛ زادهٔ ۲۴ مهٔ ۱۹۷۷) دانشمند اهل افغانستان است. وی از دانش‌آموختگان دانشگاه سواز لندن است.
وی همچنین برندهٔ جوایزی همچون ۱۰۰ زن بی‌بی‌سی شده‌است.